# أدولفو براسيرو
أدولفو براسيرو غارسيا (22 أكتوبر 1909 – 30 أغسطس 1978) كان لاعب كرة قدم إسباني لعب في مركز الهجوم لصالح أتلتيكو مدريد، وريال مدريد، وإشبيلية الإسباني. ويُعد أول لاعب يرتدي قمصان ناديي إشبيلية ومدريد.
لاحقًا، اتجه إلى التدريب، وتولى قيادة ريال جيان لمدة عامين، تمكن خلالهما من قيادة الفريق من الدرجة الثالثة إلى الدرجة الأولى، كما توّج معهم بلقب كأس الاتحاد الإسباني.

## مسيرته كلاعب
وُلد براسيرو في ولبة بتاريخ 22 أكتوبر 1909، وبدأ مسيرته الكروية في نادي بلدته ليبرتاد سنة 1926، وكان عمره حينها 17 عامًا، حيث برز بسرعة كلاعب حاسم، وسجّل هدف فريقه الوحيد في تعادل 1–1 ضد غريمه خيمناستيكو في 14 أغسطس من نفس العام.
بعدها، لعب لصالح تيتان ولبة وريكرياتيفو، حيث بقي هناك حتى سبتمبر 1931. وفي العام ذاته، انضم في عمر 22 إلى الغريم إشبيلية، ولعب معهم لمدة خمس سنوات حتى اندلاع الحرب الأهلية الإسبانية سنة 1936.
في 3 فبراير 1935، شارك في أول ديربي إشبيلية ضد ريال بيتيس في دوري الدرجة الأولى، والذي انتهى بخسارة 0–3. وبعد أشهر، شارك في نهائي نهائي كأس إسبانيا 1935 أمام ساباديل، وسجّل الهدف الثالث لفريقه في فوزهم 3–0.
بعد انتهاء الحرب، انضم براسيرو إلى نادي أفياثيون ناشيونال، الذي أصبح لاحقًا أتلتيكو مدريد، وكان جزءًا من الفريق الذي تُوّج بثنائية بطولة الوسط المشتركة والدوري الإسباني 1939–40 تحت قيادة المدرب ريكاردو زامورا؛ غير أنه لم يكن له دور كبير، إذ شارك فقط في مباراتين بالدوري. لاحقًا، انضم إلى ريال مدريد، لكنه لم يحصل على فرص كثيرة أيضًا، إذ لعب ثلاث مباريات فقط.
في المجمل، سجّل براسيرو خمسة أهداف في 18 مباراة بالدوري مع إشبيلية، وأتلتيكو، ومدريد، ليصبح أول لاعب يمثّل كلاً من إشبيلية ومدريد.
أنهى مسيرته كلاعب في صفوف نادي سالامانكا وريكرياتيفو، واعتزل اللعب في عام 1945 عن عمر 36 عامًا.

## مسيرته كمدرب
بعد اعتزاله، بقي براسيرو مرتبطًا بنادي ريكرياتيفو، حيث تولى تدريبه بين 1945 و1947. ثم أشرف على تدريب أوبيدا وإيليتورجي في موسم 1947–48.
بعد انقطاع دام ثلاث سنوات، تولى تدريب فريق ريال جيان من الدرجة الثالثة سنة 1951، وخلال موسمه الأول قاد الفريق إلى الصعود إلى الدرجة الثانية، بالإضافة إلى الفوز بكأس الاتحاد الإسباني 1951–52 بعد الانتصار على أورينسانا 3–1 في النهائي الذي أُقيم على ملعب متروبوليتانو في مدريد. وجاءت مباراة الصعود أمام نادي ألميريا في 6 أبريل 1952، وانتهت بفوز جيان 3–0.
في الموسم التالي، قاد الفريق إلى الصعود للدرجة الأولى للمرة الوحيدة في تاريخ النادي. وقد درّب الفريق في 75 مباراة، ما يجعله تاسع أكثر مدرب في تاريخ النادي من حيث عدد المباريات.
تولى لاحقًا تدريب غرناطة (1953–54)، سان فرناندو (1955–56)، نادي بطليوس (1956–58)، ثم عاد إلى ريكرياتيفو في موسم 1958–59، حيث فاز الفريق بـ25 مباراة، ليصبح براسيرو أنجح مدرب في تاريخ النادي لموسم واحد، متفوقًا على سالميرين والأوروغواياني فيكتور إسباراغو اللذين حققا 23 فوزًا.
وفي منتصف الخمسينيات، عاد للعب مؤقتًا كمهاجم في بعض المباريات لصالح سان فرناندو وبطليوس، وكان عمره حينها 46 و48 عامًا.
اختتم مسيرته التدريبية مع سالامانكا (1961–62)، ثم عاد للمرة الثالثة والأخيرة إلى تدريب ريكرياتيفو في موسم 1964–65.